# Philipusdorp
Philipusdorp, voorheen Klein Powakka, is een dorp in Para, Suriname.
In 2022 woonden in het dorp 207 inheemse Surinamers van het volk Arowakken. De kapitein (dorpshoofd) is sinds circa 3 december 2013 Gladys Kabelefodi. Zij was de eerste vrouwelijke kapitein van het dorp.
Medio juli 1964 is het dorp gesticht door Philipus Sabajo en heeft het dorp geleid tot zijn overlijden in augustus1999. Dorp Klein Powakka is op 30-11-2013 officieel afgescheiden van dorp Powakka. De nieuwe dorpsnaam is Philipusdorp, in het Arowakse is het Phillipus "Sikwabana" (dorp).